# Bạc(I) oxide
Bạc(I) oxide là một hợp chất vô cơ, với thành phần chính gồm hai nguyên tố bạc và oxy, với công thức hóa học được quy định là Ag2O. Hợp chất này có hình dạng bên ngoài là bột màu nâu đen hoặc nâu đậm và được sử dụng để điều chế các hợp chất bạc khác.

## Điều chế

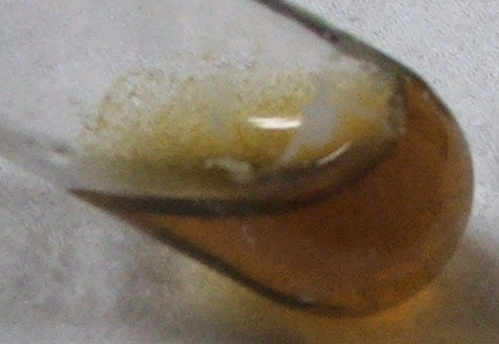
Bạc(I) Oxide được điều chế bằng phản ứng giữa lithi hydroxide với dung dịch bạc nitrat rất loãng.

Một cách điều chế bạc(I) oxide là điều chế nó từ phản ứng giữa lithi hydroxide với dung dịch bạc nitrat rất loãng. Ngoài ra, bạc(I) oxide còn có thể được điều chế bằng cách cho dung dịch bạc nitrat phản ứng với một hydroxide của kim loại kiềm. Phản ứng này không thể tạo ra lượng đáng kể bạc hydroxide, do có phản ứng phân hủy của hợp chất này, theo phản ứng:
2AgOH → Ag2O + H2O (pK = 2,875)
Giống như nhiều hợp chất bạc, oxide bạc có tính ánh kim. Hợp chất này bị phân hủy ở nhiệt độ cao, trên 280 ℃.

## Ứng dụng
Oxide này được sử dụng trong một số loại pin bạc-oxide, như là "bạc(II) Oxide", AgO. Trong hóa học hữu cơ, oxide bạc được sử dụng làm chất oxy hóa nhẹ. Ví dụ, nó oxy hóa andehit thành các axit cacboxylic. Phản ứng như vậy thường có hiệu quả tốt nhất khi bạc oxide được điều chế tại chỗ từ bạc nitrat và kiềm hydroxide.